# گویدو یونگ
گویدو یونگ (۲ فوریه ۱۸۷۶ - ۲۵ دسامبر ۱۹۴۹) یک بانکدار و تاجر ایتالیایی یهودی الاصل موفق از سیسیل بود.
او عضو شورای بزرگ فاشیسم بود و از سال ۱۹۳۲ تا ۱۹۳۵ به عنوان وزیر دارایی ایتالیا در زمان بنیتو موسولینی خدمت کرد. یونگ بازیگر مهمی در امور مالی بین‌المللی در دوران بین‌جنگ بود، مذاکرات ایتالیا با ایالات متحده را بر سر مسائل تعرفه‌ها رهبری می‌کرد، رهبری مذاکرات اقتصادی ایتالیا-آلمانی با هرمان گورینگ را برعهده داشت، و به نمایندگی از ایتالیا در کنفرانس اقتصادی لندن که طی آن به خاطر درایت دیپلماتیکش در گزارش‌های مطبوعاتی معرفی شد. 
با قوی‌تر شدن اتحاد ایتالیا با آلمان، یونگ در نهایت توسط موسولینی به دلیل میراث یهودی‌اش کنار گذاشته شد، علی‌رغم گزارش‌هایی که سازمان هوشیاری و سرکوب ضد فاشیسم او را به عنوان یک فاشیست منضبط و وفادار توصیف می‌کرد. پس از تسلیم ایتالیا، یونگ برای بار دوم - در سال ۱۹۴۴ - در زمان پیترو بادولیو برای مدت کوتاهی وزیر دارایی بود، اما پس از سه ماه پس از اتهامات مربوط به گستردگی و عمق ریشه‌هایش در حزب ملی فاشیست از کار برکنار شد. یونگ اگرچه یک فاشیست متعصب بود، تمایز شدیدی بین فاشیسم و نازیسم قائل شد، زمانی که حزب نازی را با یک نوزاد مقایسه کرد و بعداً گزارش شد که آدولف هیتلر را یک «ابله» خطاب کرده است.
یونگ که در طول هر دو جنگ جهانی افسر توپخانه ارتش ایتالیا بود، فرماندهی نیروها در اروپا و آفریقا را بر عهده داشت. او برای اعمال مختلف شجاعت در جنگ، در چهار نوبت جداگانه مدال نقره شجاعت نظامی را دریافت کرد. ویکتور امانوئل سوم او را به عنوان شوالیه نشان تاج ایتالیا خلق کرد.

## اوایل زندگی
یونگ در سیسیل در خانواده ای ثروتمند و تاجر یهودی ارتدوکس که از آلمان مهاجرت کرده بودند به دنیا آمد. پالازا یونگ در ویا لینکولن در پالرمو متعلق به خانواده او بود. یونگ در جوانی در لندن به کارآموزی بازرگانی پرداخت. 

## حرفه

### بخش خصوصی و ارتش
یونگ تجارت خانوادگی واردات میوه را در دست گرفت و آن را به موفقیت تجاری ادامه داد. او همچنین در هیئت مدیره بانک پالرمو خدمت کرد، که به منظور قدردانی از آن، در سال ۱۹۰۶، در درجه تاج ایتالیا با درجه کاوالیر سرمایه‌گذاری کرد. 
در طول جنگ جهانی اول ، یونگ در هنگ توپخانه ۲۵ ارتش سلطنتی ایتالیا خدمت کرد، به درجه کاپیتان رسید و به مدال برنز شجاعت نظامی رسید که به درخواست فرمانده یونگ، متعاقباً به مدال نقره شجاعت نظامی تبدیل شد. 

### وزیر دارایی (۱۹۳۲-۱۹۳۵)
یونگ که در سال ۱۹۲۲ به عنوان وابسته مالی در سفارت ایتالیا در واشنگتن دی سی خدمت کرده بود، در تابستان ۱۹۳۲ به دلیل انتصابش به عنوان وزیر دارایی به شورای بزرگ فاشیسم ارتقا یافت. وزرای ارشد دولت نیز بالفعل اعضای شورای بزرگ بودند. 
نخست وزیر بنیتو موسولینی در آن زمان استدلال کرد که «یک یهودی باید در رأس امور مالی باشد.» 

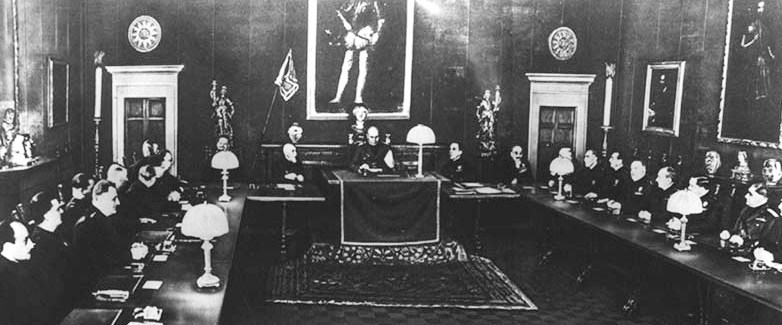
یونگ به عنوان وزیر ارشد کابینه، همچنین یکی از اعضای شورای بزرگ فاشیسم بود که تصویر آن در سال ۱۹۳۶ در اینجا نشان داده شده است.

در طول سفر رسمی هرمان گورینگ به ایتالیا، موسولینی به یونگ مأموریت داد تا با وزیر آلمانی ملاقات کند و دیوید شوارتز از ویسکانسین یهودی کرونیکل را برانگیخت که بنویسد «این باید درسی برای تساهل بوده باشد.» 
در ماه مه ۱۹۳۳ او به نمایندگی از ایتالیا به ایالات متحده در طول بحث های تعرفه ای و با یک شام رسمی در کاخ سفید توسط رئیس جمهور ایالات متحده فرانکلین روزولت پذیرایی شد. 
در ملاقات بعدی با موسولینی، جان دبلیو. گرت سفیر ایالات متحده گزارش داد که «او [موسولینی] از استقبال صمیمانه یونگ در آمریکا بسیار خرسند بود». 
یونگ به عنوان وزیر به تأسیس موسسه بازسازی صنعتی کمک کرد.  او همچنین نماینده ایتالیایی در کنفرانس اقتصادی لندن بود و در گزارش‌های خبری به عنوان «محافظت از عوامل متضاد مذاکرات از مختل کردن کامل کنفرانس» اعتبار داشت.  در طی همان کنفرانس، او قراردادی را با حمایت گالیاتزو سیانو که در آن زمان برای جهانیان مخفی نگه داشته بود، با وزیر چین، تی وی سونگ، امضا کرد که مذاکرات طولانی‌مدت برای تسویه غرامت باکسر و مبلغ باقی‌مانده وام اسکودا با ایتالیا را به پایان رساند. 
یونگ در مصاحبه ای با آژانس تلگرافیک یهودی در سال ۱۹۳۳، نازیسم را با فاشیسم با تفاوت بین «یک نوزاد تا یک پسر ده ساله» مقایسه کرد.  در سال بعد، او از آدولف هیتلر به عنوان یک «کندذهن» و «فحاش» یاد کرد. 
در حالی که او اعلام کرد که در ایتالیا یهودی ستیزی وجود ندارد، یونگ نیز وجود یهودی ستیزی را رد کرد و به امیل لودویگ توضیح داد که اعتقاد خود را مبنی بر این که «دکترینی است که توسط آن مردمان زیر آلپی که در زمانی که روم سزار، ورگیل و آگوست را دید، نمی‌توانستند بنویسند حمایت می‌شود.». 

### سالهای بعد
یونگ که در آن زمان ۵۹ ساله بود، پس از آزادی از کابینه، داوطلب ارتش در اتیوپی شد و در نهایت ۶۰۰۰ نفر را فرماندهی کرد. یونگ در این مرحله پایبندی به یهودیت را متوقف کرد. در سال ۱۹۳۵، او به مذهب کاتولیک رومی گروید. 
با این حال، در سال ۱۹۳۹، با تصویب قوانین نژادی ایتالیا ، او از ارتش اخراج شد. درخواست‌های شخصی او از موسولینی برای اعطای استثنا به او علیرغم حمایت گزارش‌های سازمان هوشیاری و سرکوب ضد فاشیسم که او را یک فاشیست منضبط و وفادار توصیف می‌کرد، مورد توجه قرار نگرفت. 
در فوریه ۱۹۴۴، پس از آتش‌بس کاسیبیله ، یونگ دوباره مسئولیت وزارت دارایی را برعهده گرفت.  
انتصاب یونگ با نگرانی ایالات متحده مواجه شد و شعبه جنگ روانی ارتش ایالات متحده ادعا کرد که یونگ ریشه های فاشیستی عمیقی دارد که به طور قابل توجهی پیش از خدمت قبلی او به عنوان وزیر دارایی بود و احتمالاً تا راهپیمایی رم ادامه داشت. 
دوره دوم یونگ به عنوان وزیر، کوتاه مدت بود و او پس از سه ماه برکنار شد. به درخواست او، او به درجه نظامی خود بازگردانده شد و ابتدا به هنگ توپخانه ۱۸۴ چترباز «نمبو» از لشکر ۱۸۴ چتربازان نمبو در ارتش هم‌جنگ ایتالیا و سپس به گروه رزمی «فولگور» منصوب شد. او در طول خدمت خود در آفریقا، و خدمت بعدی خود در اروپا، او در مجموع سه مدال نظامی نقره شجاعت دریافت کرد. 

## زندگی شخصی
حداقل دو تن از برادران یونگ نیز در طول جنگ جهانی اول در ارتش سلطنتی ایتالیا خدمت می‌کردند.  گویدو یونگ در سیسیل درگذشت. 